# Diogenio Bigaglia
Diogenio Bigaglia, in manchen Manuskripten auch Padre Benedettino Bigaglia oder Padre Bicajo, (* um 1676 in Murano bei Venedig; † um 1745 in Venedig) war ein italienischer Komponist.

## Leben und Wirken
Diogenio Bigaglia trat 1694 in das Benediktinerkloster von San Giorgio Maggiore in Venedig ein. 1700 wurde er zum Priester geweiht, 1713 schließlich Prior des Klosters. 
Bigaglia komponierte sowohl geistliche als auch weltliche Vokalwerke. Von seinen größer angelegten Sakralkompositionen blieb nur wenig erhalten, gedruckte Textbücher belegen jedoch Aufführungen seiner Oratorien auch außerhalb von Venedig, so in Rimini, Bologna, Faenza und Prag. Seine zahlreichen sakralen und weltlichen Kantaten lassen den Einfluss Alessandro Scarlattis erkennen. Seine Instrumentalmusik – einige Concerti grossi und Solokonzerte, seine 12 Sonaten für Violine oder Flöte und B. c. op. 1 (erschienen bei Le Cène, Amsterdam, 1715), besonders aber die Triosonaten für 2 Flöten und B. c., wovon sich Manuskripte in Berlin und Schwerin befinden – weisen Bigaglia als Kenner der zeitgenössischen Stilrichtungen Deutschlands und Frankreichs aus. Die genannten Triosonaten sind in der Form der Kirchensonate gesetzt und verlangen eine virtuose Flötentechnik in den Verzierungen, die Linienführung erinnert an die Werke Bachs und Händels.